# Martin Donovan
Martin Donovan (Reseda, Califòrnia, 19 d'agost de 1957) és un actor i director de cinema estatunidenc.

## Biografia
Actor de televisió, és descobert a la pantalla gran pel film Trust Me de Hal Hartley, de qui esdevindrà un dels actors fetitxes. Excepte les seves col·laboracions amb el cineasta novaiorquès, la carrera de Martin Donovan queda aïllada en segons papers; la qual cosa no l'impedirà treballar amb Spike Lee, Jane Campion i Christopher Nolan. Se l'ha pogut veure últimament a la sèrie Weeds.

## Filmografia

### Cinema
- 1989: The Unbelievable Truth de Hal Hartley
- 1991: Trust de Hal Hartley
- 1991: Surviving desire (curt) de Hal Hartley
- 1992: Simple Men de Hal Hartley
- 1992: Malcolm X de Spike Lee
- 1993: Scam de John Flynn
- 1994: Amateur de Hal Hartley
- 1994: Nadja de Michael Almereyda
- 1995: Flirt de Hal Hartley
- 1996: Hollow Reed: Maartin Wyatt
- 1996: Retrat d'una dama (The Portrait of a Lady) de Jane Campion
- 1998: El contrari del sexe (The Opposite of Sex) de Don Roos
- 1998: The Book of Life de Hal Hartley
- 1999: Flirt de Hal Hartley
- 2000: El gran Gatsby de 	Robert Markowitz
- 2002: Insomnia de Christopher Nolan
- 2003: Superagent Cody Banks (Agent Cody Banks) de Harald Zwart
- 2006: The Garage
- 2006: Una ànima en silenci (The Quiet) de Jamie Babbit
- 2006: The Sentinel de Clark Johnson
- 2007: Wind Chill de Gregory Jacobs: el policia
- 2008: The Alfabet Killer de Rob Schmidt: Jim Walsh
- 2009: The Haunting in Connecticut de Peter Cornwell: Peter Campbell
- 2009: Duress de Jordan Barker: Richard Barnet
- 2010: Unthinkable de Gregor Jordan: Jack Saunders
- 2010: Shadows and Lies de Jay Anania: Victor
- 2011: Collaborator de i amb Martin Donovan: Robert Longfellow
- 2012: Silent Hill: Revelation 3D de Michael J. Bassett: Douglas Cartland
- 2013: The Reluctant Fundamentalist de Mira Nair: Ludlow Cooper
- 2015: Inherent Vice de Paul Thomas Anderson: Crocker Fenway
- 2015: Ant-Man de Peyton Reed: Mitchell Carson
- 2017: Aftermath d'Elliott Lester: Robert

### Televisió

#### Sèries de televisió
- 2001: Pasadena: Will McAllister
- 2005-2006: Weeds: Peter Scottson
- 2005-2007: Dead Zone: Malcolm Janus
- 2007: Masters of Horror (temporada 2 episodi 12: Mort clínica)
- 2007: Ghost Whisperer: Tom Gordon
- 2010: Unnatural History: Bryan Bartlett
- 2011: Boss: Ezra Stone
- 2012: The Firm: Kevin Stack
- 2013: Rogue: Richard Campbell
- 2013: Homeland: Leland Bennett
- 2014: Hannibal: Terapeuta de Crawford
- 2014: Motive: Miles Balfour
- 2017: Beyond: Isaac Frost
- 2019: Big Little Lies: Martin Howard

#### Telefilms
- 1997: Night Sins
- 1999: The Hunt for the Unicorn Killer: Richard Dibenedetto
- 2000: Custody of the Heart: Dennis Raphael
- 2009: Everything She Ever Wanted: Charles
- 2018: Fahrenheit 451 (TV) de Ramin Bahrani: Nyari

## Premis i nominacions

### Premis
- 1997: Nacional Society of Film Critics Awards, millor segon paper masculí a Retrat d'una dama de Jane Campion.

### Nominacions
- 1996: Premis Chlotrudis, millor actor a Amateur de Hal Hartley;
- 1997: Premis Chlotrudis, millor segon paper masculí a Retrat d'una dama;
- 2006: Screen Actors Guild Awards, millor actuació col·lectiva en una comèdia per a Weeds.